# David Goffin
David Goffin (Rocourt, 7 december 1990) is een Belgisch tennisser. Hij wordt beschouwd als een van de belangrijkste opvolgers van het tijdperk Xavier Malisse en Olivier Rochus en won zes ATP-toernooien in het enkelspel en één in het dubbelspel. In november 2014 werd Goffin door de ATP onderscheiden als "Comeback Player of the Year", voor zijn opmars op de ranglijst na een polsbreuk in september 2013.
In 2015 stond hij met België in de finale van de Davis Cup tegenover Groot-Brittannië. België verloor deze ontmoeting. In de beslissende wedstrijd delfde Goffin het onderspit tegen Andy Murray. Ook in 2017 stond België in de finale, waarin ze het moesten opnemen tegen Frankrijk. Hoewel Goffin zijn twee wedstrijden wist te winnen, werd ook deze finale verloren.

## Carrière
Op Roland Garros 2012 verloor hij in de derde kwalificatieronde, maar mocht hij alsnog naar de hoofdtabel als lucky loser. In de eerste ronde versloeg hij in vijf sets de als 23ste geplaatste Radek Štěpánek. In de tweede ronde won hij, opnieuw in vijf sets, van de vierendertigjarige Arnaud Clément, die zijn laatste Roland Garros speelde. Ook de derde ronde werd overleefd: een overwinning tegen de Pool Łukasz Kubot in drie sets. Door deze prestaties kwam de Luikenaar zelfs de top-70 binnen. In de vierde ronde verloor Goffin in vier sets van Roger Federer. Door zo ver te geraken in Roland Garros mocht hij deelnemen aan de Olympische Spelen in Londen.
Goffin is de eerste lucky loser die de vierde ronde van een grandslamtoernooi haalde in zeventien jaar. Zijn landgenoot Dick Norman was tijdens Wimbledon 1995 de laatste man die hierin slaagde. 
Goffin speelde voor de eerste keer voor België in de Davis Cup in 2012 tegen Groot-Brittannië. Hij verloor er samen met Ruben Bemelmans het dubbelspel, maar won wel een wedstrijd in het enkelspel. Dankzij deze zege won België het duel met Groot-Brittannië.
Vanwege zijn goede prestatie op Roland Garros kende de Wimbledon-organisatie hem een wildcard toe voor Wimbledon 2012. Hier versloeg hij in de eerste ronde het 20ste reekshoofd Bernard Tomic, in de derde ronde werd hij uitgeschakeld door Mardy Fish.
Op 2 augustus 2014 won Goffin zijn eerste ATP-titel in het Oostenrijkse Kitzbühel tegen Dominic Thiem. Het was zijn vierde toernooizege op rij na eerder de challengers van Scheveningen, Poznań en Tampere op zijn naam geschreven te hebben. In september 2014 won hij het toernooi in Metz in Frankrijk. In Bazel, in oktober 2014, bereikte hij de finale, maar die verloor hij van Roger Federer.
Op 8 juni 2015 bereikte Goffin een nieuw hoogtepunt in zijn carrière door de 15de plaats op de ATP-ranking te bekleden, na het behalen van de derde ronde van Roland Garros. Nooit deed een Belgische mannelijke tennisser beter. In augustus werd deze positie verbeterd tot plaats 14. Deze positie verbeterde Goffin opnieuw in maart 2016 door achtereenvolgens zowel de halve finale van het ATP-toernooi van Indian Wells als twee weken later dat van Miami te halen. Hierdoor steeg Goffin naar de 13de plaats. In de finale van de Davis Cup 2015 verloor hij met België van Groot-Brittannië waardoor er na 111 jaar opnieuw zilver werd behaald in de Davis Cup.
Op 1 juni 2016 versloeg Goffin Ernests Gulbis in de achtste finales van Roland Garros. Hij bereikte zo voor het eerst in zijn carrière de kwartfinale van een grandslamtoernooi. Daar verloor hij in vier sets tegen de Oostenrijker Dominic Thiem: 4-6, 7-6, 6-4 en 6-1.
Op 20 februari 2017 bereikte Goffin een nieuwe mijlpaal in zijn carrière: hij kwam als eerste Belg ooit de top-10 binnen. Hij bereikte de 10de positie dankzij twee finaleplaatsen op rij. Hij speelde eerst de finale in het ATP-toernooi van Sofia en een week later die van het ATP-toernooi van Rotterdam. Hij verloor beide finales van respectievelijk Grigor Dimitrov en Jo-Wilfried Tsonga. In oktober won hij echter 2 finales op rij: in het ATP-toernooi van Shenzhen (tegen Oleksandr Dolgopolov) en in het ATP-toernooi van Tokio (tegen Adrian Mannarino). In november bereikte Goffin een nieuwe mijlpaal: hij was de eerste Belgische man die zich plaatste voor de finale van de Masters, die hij echter verloor van Grigor Dimitrov. In de Davis Cup 2017 speelde België opnieuw de finale, maar ook deze verloren ze.
Op 30 november 2017 won Goffin de Nationale trofee voor sportverdienste. Een maand later, op 16 december 2017, kreeg Goffin de trofee van "Sportman van het jaar".
Op de Hopman Cup 2018 werd hij met België (samen met Elise Mertens) 2de in groep B na Duitsland. Goffin won wel zijn 3 enkelwedstrijden door achtereenvolgens Alexander Zverev, Thanasi Kokkinakis en Vasek Pospisil te verslaan. Aan de zijde van Mertens won hij ook 2 van de 3 gemengde dubbelwedstrijden.
In 2019 won Goffin zijn eerste ATP-toernooi in het dubbelspel: hij won het ATP-toernooi van Doha aan de zijde van de Fransman Pierre-Hugues Herbert door het Nederlandse duo Robin Haase en Matwé Middelkoop met 5-7, 6-4 en [10-4] te verslaan. Ook speelde Goffin dat jaar zijn eerste finale van een ATP Tour Masters 1000-toernooi: hij verloor op het ATP-toernooi van Cincinnati van de Rus Daniil Medvedev met 7-6(3), 6-4.

## Palmares
| Legenda                       | Legenda               |
| ----------------------------- | --------------------- |
| Grand Slam                    |                       |
| Olympische Spelen             |                       |
| tot 2009                      | vanaf 2009            |
| Tennis Masters Cup            | ATP Finals            |
| ATP Masters Series            | ATP Tour Masters 1000 |
| ATP International Series Gold | ATP Tour 500          |
| ATP International Series      | ATP Tour 250          |

### Enkelspel
| Nr.                          | Datum             | Toernooi            | Ondergrond    | Tegenstander in finale   | Score            | Details          |
| ---------------------------- | ----------------- | ------------------- | ------------- | ------------------------ | ---------------- | ---------------- |
| Gewonnen ATP-finales         |                   |                     |               |                          |                  |                  |
| 1.                           | 2 augustus 2014   | ATP Kitzbühel       | Gravel        | Dominic Thiem            | 4-6, 6-1, 6-3    | Details          |
| 2.                           | 21 september 2014 | ATP Metz            | Hardcourt (i) | João Sousa               | 6-4, 6-3         | Details          |
| 3.                           | 1 oktober 2017    | ATP Shenzhen        | Hardcourt     | Oleksandr Dolgopolov     | 6-4, 6-7(5), 6-3 | Details          |
| 4.                           | 8 oktober 2017    | ATP Tokio           | Hardcourt     | Adrian Mannarino         | 6-3, 7-5         | Details          |
| 5.                           | 28 februari 2021  | ATP Montpellier     | Hardcourt (i) | Roberto Bautista Agut    | 5-7, 6-4, 6-2    | Details          |
| 6.                           | 10 april 2022     | ATP Marrakesh       | Gravel        | Alex Molčan              | 3-6, 6-3, 6-3    | Details          |
| Verloren ATP-finales         |                   |                     |               |                          |                  |                  |
| 1.                           | 20 oktober 2014   | ATP Bazel           | Hardcourt (i) | Roger Federer            | 2-6, 2-6         | Details          |
| 2.                           | 14 juni 2015      | ATP Rosmalen        | Gras          | Nicolas Mahut            | 6-7(1), 1-6      | Details          |
| 3.                           | 2 augustus 2015   | ATP Gstaad          | Gravel        | Dominic Thiem            | 5-7, 2-6         | Details          |
| 4.                           | 9 oktober 2016    | ATP Tokio           | Hardcourt     | Nick Kyrgios             | 6-4, 3-6, 5-7    | Details          |
| 5.                           | 12 februari 2017  | ATP Sofia           | Hardcourt (i) | Grigor Dimitrov          | 5-7, 4-6         | Details          |
| 6.                           | 19 februari 2017  | ATP Rotterdam       | Hardcourt (i) | Jo-Wilfried Tsonga       | 6-4, 4-6, 1-6    | Details          |
| 7.                           | 19 november 2017  | ATP Finals          | Hardcourt (i) | Grigor Dimitrov          | 5-7, 6-4, 3-6    | Details          |
| 8.                           | 23 juni 2019      | ATP Halle           | Gras          | Roger Federer            | 6-7(2), 1-6      | Details          |
| 9.                           | 19 augustus 2019  | ATP Cincinnati      | Hardcourt     | Daniil Medvedev          | 6-7(3), 4-6      | Details          |
| Gewonnen challengers         |                   |                     |               |                          |                  |                  |
| 1.                           | 1 april 2012      | Le Gosier           | Hardcourt     | Mischa Zverev            | 6-2, 6-2         | 6-2, 6-2         |
| 2.                           | 24 september 2012 | Orléans             | Hardcourt (i) | Ruben Bemelmans          | 6-4, 3-6, 6-3    | 6-4, 3-6, 6-3    |
| 3.                           | 21 juli 2013      | Eskişehir           | Hardcourt     | Marsel İlhan             | 4-6, 7-5, 6-2    | 4-6, 7-5, 6-2    |
| 4.                           | 13 juli 2014      | Scheveningen        | Gravel        | Andreas Beck             | 6-3, 6-2         | 6-3, 6-2         |
| 5.                           | 20 juli 2014      | Poznań              | Gravel        | Blaž Rola                | 6-4, 6-2         | 6-4, 6-2         |
| 6.                           | 27 juli 2014      | Tampere             | Gravel        | Jarkko Nieminen          | 7-6(3), 6-3      | 7-6(3), 6-3      |
| 7.                           | 5 oktober 2014    | Bergen              | Hardcourt (i) | Steve Darcis             | 6-3, 6-3         | 6-3, 6-3         |
| 8.                           | 29 januari 2023   | Louvain-la-Neuve    | Hardcourt (i) | Mikael Ymer              | 6-4, 6-1         | 6-4, 6-1         |
| 9.                           | 22 juni 2024      | Ilkley              | Gras          | Harold Mayot             | 6-4, 6-2         | 6-4, 6-2         |
| Gewonnen futures             |                   |                     |               |                          |                  |                  |
| 1.                           | 15 september 2008 | Kefalonia           | Hardcourt     | Germain Gigounon         | 6-1, 6-2         | 6-1, 6-2         |
| 2.                           | 5 juli 2010       | Römerberg           | Gravel        | Éric Prodon              | Walk-over        | Walk-over        |
| 3.                           | 9 augustus 2010   | Eupen               | Gravel        | Peter Torebko            | 6-3, 4-6, 6-3    | 6-3, 4-6, 6-3    |
| 4.                           | 11 oktober 2010   | Saint-Dizier        | Hardcourt (i) | Adrien Bossel            | 6-4, 7-5         | 6-4, 7-5         |
| 5.                           | 23 oktober 2011   | La Roche-sur-Yon    | Hardcourt (i) | Peter Torebko            | 6-2, 1-6, 7-6(4) | 6-2, 1-6, 7-6(4) |
| 6.                           | 30 oktober 2011   | Rodez               | Hardcourt (i) | Adrián Menéndez Maceiras | 6-3, 6-2         | 6-3, 6-2         |
| Gewonnen exhibitietoernooien |                   |                     |               |                          |                  |                  |
| 1.                           | 15 januari 2016   | Kooyong Classic     | Hardcourt     | Feliciano López          | 6-4, 6-2         | 6-4, 6-2         |
| 2.                           | 13 januari 2017   | Kooyong Classic     | Hardcourt     | Ivo Karlović             | 7-6(2)           | 7-6(2)           |
| 3.                           | 16 juni 2018      | Deauville Trouville | Gras          | Michaël Llodra           | 4-6, 6-4, 7-6    | 4-6, 6-4, 7-6    |

### Dubbelspel
| Nr.                              | Datum          | Toernooi | Ondergrond | Partner               | Tegenstanders in finale      | Score            | Details |
| -------------------------------- | -------------- | -------- | ---------- | --------------------- | ---------------------------- | ---------------- | ------- |
| Gewonnen ATP-finales herendubbel |                |          |            |                       |                              |                  |         |
| 1.                               | 4 januari 2019 | ATP Doha | Hardcourt  | Pierre-Hugues Herbert | Robin Haase Matwé Middelkoop | 5-7, 6-4, [10-4] | Details |

### Landencompetities
| Nr.              | Datum                | Toernooi  | Ondergrond    | Partner(s)                                                               | Tegenstanders in finale                                                           | Score                 | Details |
| ---------------- | -------------------- | --------- | ------------- | ------------------------------------------------------------------------ | --------------------------------------------------------------------------------- | --------------------- | ------- |
| Gewonnen finales |                      |           |               |                                                                          |                                                                                   |                       |         |
| 1.               | 21-23 september 2018 | Laver Cup | Hardcourt (i) | Roger Federer Novak Đoković Alexander Zverev Grigor Dimitrov Kyle Edmund | Kevin Anderson John Isner Diego Schwartzman Jack Sock Nick Kyrgios Frances Tiafoe | 13-8 (11 wedstrijden) | Details |
| Verloren finales |                      |           |               |                                                                          |                                                                                   |                       |         |
| 1.               | 27-29 november 2015  | Davis Cup | Gravel (i)    | Steve Darcis Ruben Bemelmans Kimmer Coppejans                            | Andy Murray Kyle Edmund Jamie Murray Dominic Inglot                               | 1-3 (4 wedstrijden)   | Details |
| 2.               | 24-26 november 2017  | Davis Cup | Hardcourt (i) | Steve Darcis Ruben Bemelmans Joris De Loore                              | Jo-Wilfried Tsonga Lucas Pouille Richard Gasquet Pierre-Hugues Herbert            | 2-3 (5 wedstrijden)   | Details |

## Resultaten grote toernooien
| Legenda | Legenda                          |
| ------- | -------------------------------- |
| g.t.    | geen toernooi gehouden           |
| l.c.    | lagere categorie                 |
| –       | niet deelgenomen                 |
| G       | uitgeschakeld in de groepsfase   |
| 1R      | uitgeschakeld in de eerste ronde |
| 2R      | uitgeschakeld in de tweede ronde |
| 3R      | uitgeschakeld in de derde ronde  |
| 4R      | uitgeschakeld in de vierde ronde |
| KF      | uitgeschakeld in de kwartfinale  |
| HF      | uitgeschakeld in de halve finale |
| F       | de finale verloren               |
| W       | het toernooi gewonnen            |
| w-v     | winst/verlies-balans             |

### Enkelspel
| toernooi             | 2011 | 2012 | 2013 | 2014 | 2015 | 2016 | 2017 | 2018 | 2019 | 2020 | 2021 | 2022 | 2023 |
| -------------------- | ---- | ---- | ---- | ---- | ---- | ---- | ---- | ---- | ---- | ---- | ---- | ---- | ---- |
| grandslamtoernooien  |      |      |      |      |      |      |      |      |      |      |      |      |      |
| Australian Open      | –    | –    | 1R   | –    | 2R   | 4R   | KF   | 2R   | 3R   | 3R   | 1R   | 1R   | –    |
| Roland Garros        | –    | 4R   | 1R   | 1R   | 3R   | KF   | 3R   | 4R   | 3R   | 1R   | 1R   | 3R   |      |
| Wimbledon            | –    | 3R   | 1R   | 1R   | 4R   | 4R   | –    | 1R   | KF   | g.t. | –    | KF   |      |
| US Open              | –    | 1R   | 1R   | 3R   | 3R   | 1R   | 4R   | 4R   | 4R   | 4R   | 1R   | 1R   |      |
| ATP Finals           |      |      |      |      |      |      |      |      |      |      |      |      |      |
| ATP Finals           | –    | –    | –    | –    | –    | G    | F    | –    | –    | –    | –    | –    |      |
| ATP Masters 1000     |      |      |      |      |      |      |      |      |      |      |      |      |      |
| Indian Wells         | –    | –    | 2R   | 1R   | –    | HF   | 4R   | –    | 2R   | g.t. | –    | 2R   |      |
| Miami                | –    | 2R   | 3R   | 1R   | 4R   | HF   | 4R   | 2R   | 4R   | g.t. | 2R   | 2R   |      |
| Monte Carlo          | –    | –    | 1R   | 1R   | 2R   | 3R   | HF   | KF   | 2R   | g.t. | KF   | 3R   |      |
| Madrid               | –    | –    | 1R   | –    | 2R   | 1R   | KF   | 3R   | 1R   | g.t. | –    | 3R   |      |
| Rome                 | –    | –    | –    | –    | KF   | KF   | 3R   | KF   | 2R   | 2R   | 2R   | 2R   |      |
| Montreal/Toronto     | –    | –    | 1R   | –    | 3R   | 3R   | 2R   | 1R   | 1R   | g.t. | –    | 1R   |      |
| Cincinnati           | –    | –    | 3R   | –    | 3R   | 2R   | 1R   | HF   | F    | 3R   | 1R   | 1R   |      |
| Shanghai             | –    | –    | –    | –    | 2R   | KF   | 2R   | –    | 3R   | g.t. | g.t. | g.t. |      |
| Parijs               | –    | –    | –    | 2R   | 3R   | 3R   | 3R   | –    | 2R   | 2R   | –    | –    |      |
| olympisch            |      |      |      |      |      |      |      |      |      |      |      |      |      |
| Olympische Spelen    | g.t. | 1R   | g.t. | g.t. | g.t. | 3R   | g.t. | g.t. | g.t. | g.t. | –    | g.t. | g.t. |
| statistieken         |      |      |      |      |      |      |      |      |      |      |      |      |      |
| totaal aantal titels | 0    | 0    | 0    | 2    | 0    | 0    | 2    | 0    | 0    | 0    | 1    | 1    | 0    |
| eindejaarsranking    | 174  | 46   | 110  | 22   | 16   | 11   | 7    | 22   | 11   | 15   | 39   | 53   |      |

### Dubbelspel
| grandslamtoernooien  |     |      |      |      |     |      |      |      |      |    |
| Australian Open      | –   | 1R   | –    | –    | –   | –    | –    | –    | –    | –  |
| Roland Garros        | –   | –    | –    | –    | –   | –    | –    | –    | –    | –  |
| Wimbledon            | –   | –    | –    | –    | –   | –    | –    | –    | g.t. |    |
| US Open              | 1R  | –    | –    | 1R   | –   | –    | –    | –    | –    |    |
| ATP Masters 1000     |     |      |      |      |     |      |      |      |      |    |
| Indian Wells         | –   | –    | –    | –    | 2R  | –    | –    | –    | g.t. |    |
| Miami                | –   | –    | –    | –    | –   | –    | –    | –    | g.t. | –  |
| Monte Carlo          | –   | –    | –    | –    | –   | –    | KF   | 1R   | g.t. | 1R |
| Madrid               | –   | –    | –    | –    | –   | –    | –    | –    | g.t. | –  |
| Rome                 | –   | –    | –    | –    | –   | –    | –    | 2R   | –    | –  |
| Montreal/Toronto     | –   | –    | –    | 1R   | –   | –    | –    | –    | g.t. |    |
| Cincinnati           | –   | –    | –    | 1R   | –   | –    | –    | 1R   | 2R   |    |
| Shanghai             | –   | –    | –    | 2R   | –   | –    | –    | –    | g.t. |    |
| Parijs               | –   | –    | –    | –    | –   | –    | –    | –    | –    |    |
| olympisch            |     |      |      |      |     |      |      |      |      |    |
| Olympische Spelen    | –   | g.t. | g.t. | g.t. | –   | g.t. | g.t. | g.t. | g.t. |    |
| statistieken         |     |      |      |      |     |      |      |      |      |    |
| totaal aantal titels | 0   | 0    | 0    | 0    | 0   | 0    | 0    | 1    | 0    | 0  |
| eindejaarsranking    | 966 | 1289 | 1280 | 378  | 578 | 547  | 354  | 164  | 249  |    |